# Albert Pascual
Albert Pascual (Castellar del Vallès) és un director de fotografia català. Llicenciat a l'Escola Superior de Cinema i Audiovisuals de Catalunya el 1998, ha treballat per a espots publicitaris a la televisió de grans marques com Freixenet, Danone, Port Aventura, Coca-Cola, Font Vella, BBVA o KH-7. També és professor a l'Escola Superior de Cinema i Audiovisuals de Catalunya i ha estat docent de Cinema a la Universitat Pompeu Fabra.
Va debutar com a director de fotografia el 1999 amb el curtmetratge Días de sol. El 2003 treballà al telefilm de TV3 Joc de mentides i es va consagrar pels seus treballs al documental La doble vida del faquir (2005) i Jo sóc la Juani (2006), treball pel qual fou nominat al premi a la millor fotografia als V Premis Barcelona de Cinema. Després també ha col·laborat a televisió a sèries com Cites (2015) i Comtes. L'origen de Catalunya (2017) i a programes de Vía Digital i Quiero TV.

## Filmografia
- Joc de mentides (2003)
- La doble vida del faquir (2005)
- Jo sóc la Juani (2006)
- Coses que passen... (2006)
- El truco del manco (2008)
- Dieta mediterránea (2009)
- Di Di Hollywood (2010)
- Interferències (2011)
- Luces rojas (2012)
- Segon origen (2015)
- Marcianos de marte (curtmetratge, 2016)
- Alegría, tristeza (2018)